# Explosion dans une base des Spetsnaz en Tchétchénie
 L'explosion dans une base des Spetsnaz de Tchétchénie désigne l'explosion survenue le 8 février 2006 dans la caserne des unités de sécurité spéciales du ministère russe de la Défense à Kurchaloi, près de Grozny, en Tchétchénie, qui a tué au moins 13 soldats des forces spéciales russes et en a blessé 28 autres, selon le communiqué officiel.
Le bâtiment de deux étages qui s'est effondré abritait une unité d'environ 200 militaires du GRU, dont 43 se trouvaient probablement à l'intérieur au moment de l'explosion. Les autorités ont déclaré qu'une fuite de gaz était la cause la plus probable, mais n'ont pas exclu d'autres théories. Les rebelles tchétchènes ont évoqué la théorie de l'explosion de gaz avec scepticisme, mais n'ont pas suggéré explicitement que les militants l'avaient ciblée.